# Звезда (станция)
Звезда — узловая железнодорожная станция Самарского региона Куйбышевской железной дороги. Находится на территории посёлка Звезда Безенчукского района Самарской области.
Расположена на двухпутной электрифицированной линии Сызрань — Самара. Также от станции отходит тепловозная однопутка на Пугачёвск.

## Деятельность
На станции осуществляется прием и выдача повагонных и мелких отправок (имеются пути необщего пользования).
Также на станции делают техническую остановку пассажирские поезда, где их заправляют водой и собирается мусор.

## История
На станции установлен паровоз-памятник Л-0977.